# Морозово (Раменский район)
Моро́зово — деревня в Раменском районе Московской области. Входит в состав Рыболовского сельского поселения. Население — 479 чел. (2010).

## География
Расположена недалеко от реки Москвы. Расстояние по автодороге до центра сельского поселения села Рыболово — 2,6 км. Ближайшие населённые пункты — Рыболово, Старниково, Боршева.

## Население
| 1926 | 2002 | 2005 | 2010 |
| ---- | ---- | ---- | ---- |
| 485  | ↗497 | →497 | ↘479 |

Национальный состав
Преобладающая национальность — русские.